# 帕丁頓

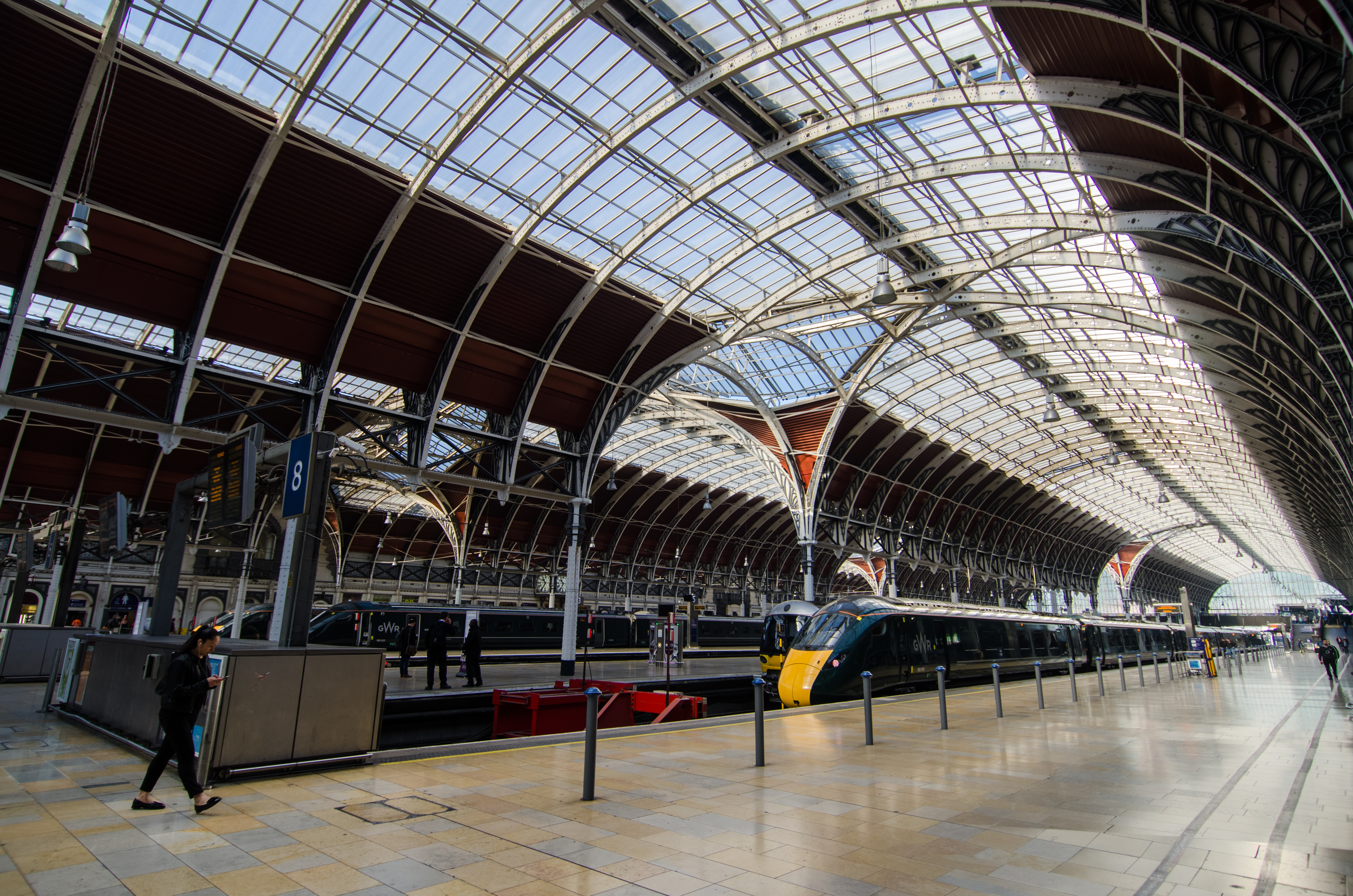
帕丁頓車站

帕丁頓（英語：Paddington），是位於英格蘭倫敦西敏市的一個地區。一度為自治市，1965年併入西敏市和大倫敦當中。本區的3個重要地標：帕丁頓車站，由著名工程師伊桑巴德·金德姆·布魯內爾設計，並於1847年開放；以及聖瑪麗醫院和帕丁頓格林警察局（倫敦警察廳分局，也是英國最重要的高度保護警察局）。

## 外部連結
- 维基共享资源上的相關多媒體資源：帕丁頓